# هنري ووكر
هنري ووكر (بالإنجليزية: Bill Walker) مواليد 9 أكتوبر 1987، هو لاعب كرة سلة أمريكي يلعب مع فريق ميامي هيت في الرابطة الوطنية لكرة السلة ويحمل الرقم 5. يبلغ طوله 6 قدم 6 بوصة (2.0 م).

## فرق لعب لها
- بوسطن سيلتكس
- نيويورك نيكس
- ميامي هيت

## روابط خارجية
- هنري ووكر على موقع إن بي أي (الإنجليزية)
- هنري ووكر على موقع دوري كرة السلة الياباني للمحترفين (اليابانية)
- هنري ووكر على موقع سبورتس رفرنس (الإنجليزية)
- هنري ووكر على موقع كرة السلة الأوروبية.كوم (الإنجليزية)
- هنري ووكر على موقع DraftExpress.com (الإنجليزية)
- هنري ووكر على موقع إي إس بي إن.كوم (الإنجليزية)
- هنري ووكر على موقع كلية كرة السلة في سبورتس رفرنس.كوم (الإنجليزية)
- هنري ووكر على موقع ريلجم (الإنجليزية)
- هنري ووكر على موقع بروبوليرز (الإنجليزية)
- هنري ووكر على موقع سبورتس رفرنس (الإنجليزية)